# 2MASS J15485834-1636018
2MASS J15485834-1636018 ist ein Brauner Zwerg im Sternbild Waage. Er wurde 2007 von Tim R. Kendall et al. entdeckt.
Er gehört der Spektralklasse L2 an. Seine Position verschiebt sich jährlich um 0,1887 Bogensekunden aufgrund seiner Eigenbewegung.